# صومعه اسپیتاکاوور
صومعه اسپیتاکاوور (ارمنی: Սպիտակավոր վանք; انگلیسی: Spitakavor Monastery) یک صومعه حواری ارمنی واقع در حوالی ورناشن در استان وایوتس‌جور، ارمنستان می‌باشد. ساخت و ساز این ساختمان در ۱۳۲۱ (ساختمان آن), و در سال ۱۳۳۰ ساخت دالان صومعه به همراه برج ناقوس آن به پایان رسید. این بنا به سبک معماری ارمنی طراحی شده‌است.

## نگارخانه

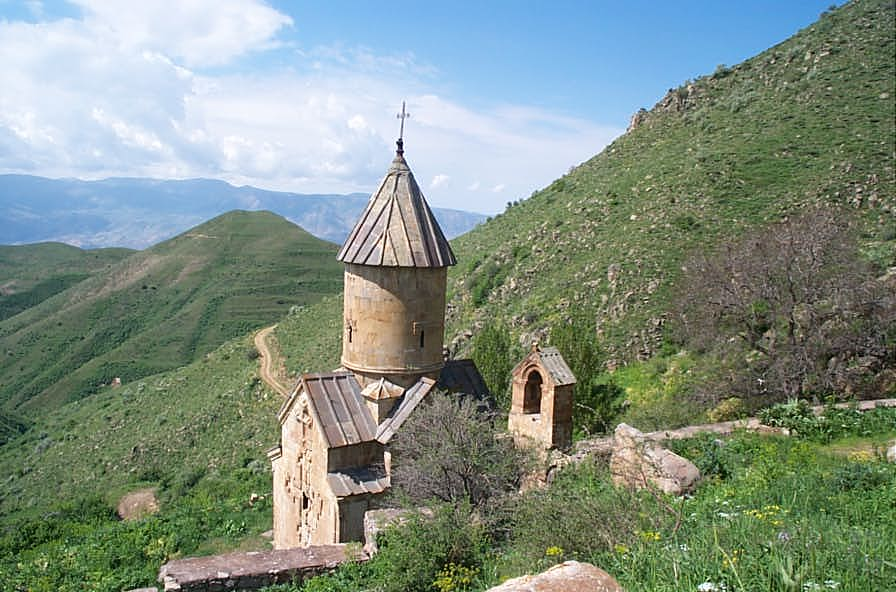
صومعه اسپیتاکاوور
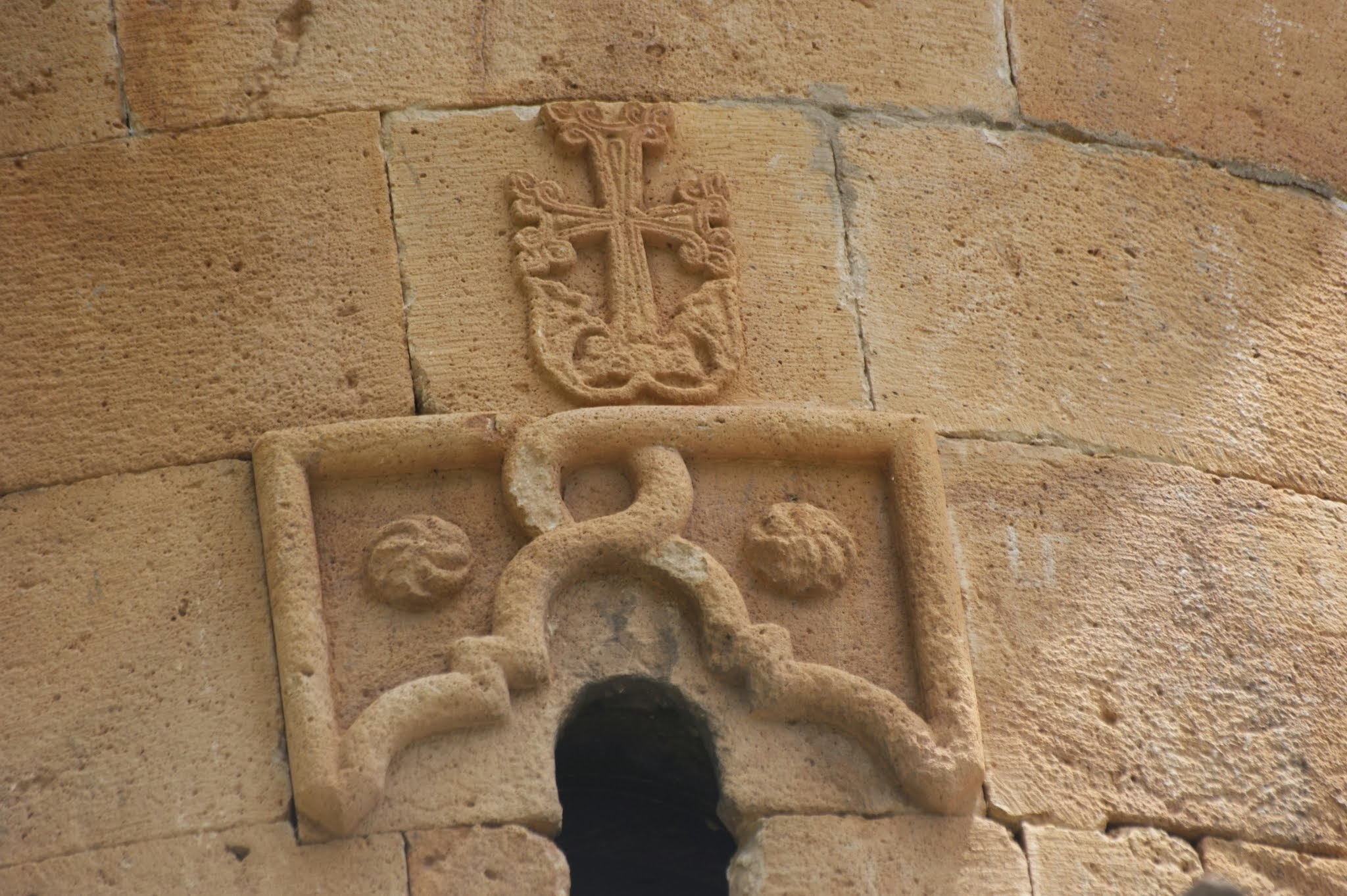
نشان جاودانگی ارمنی
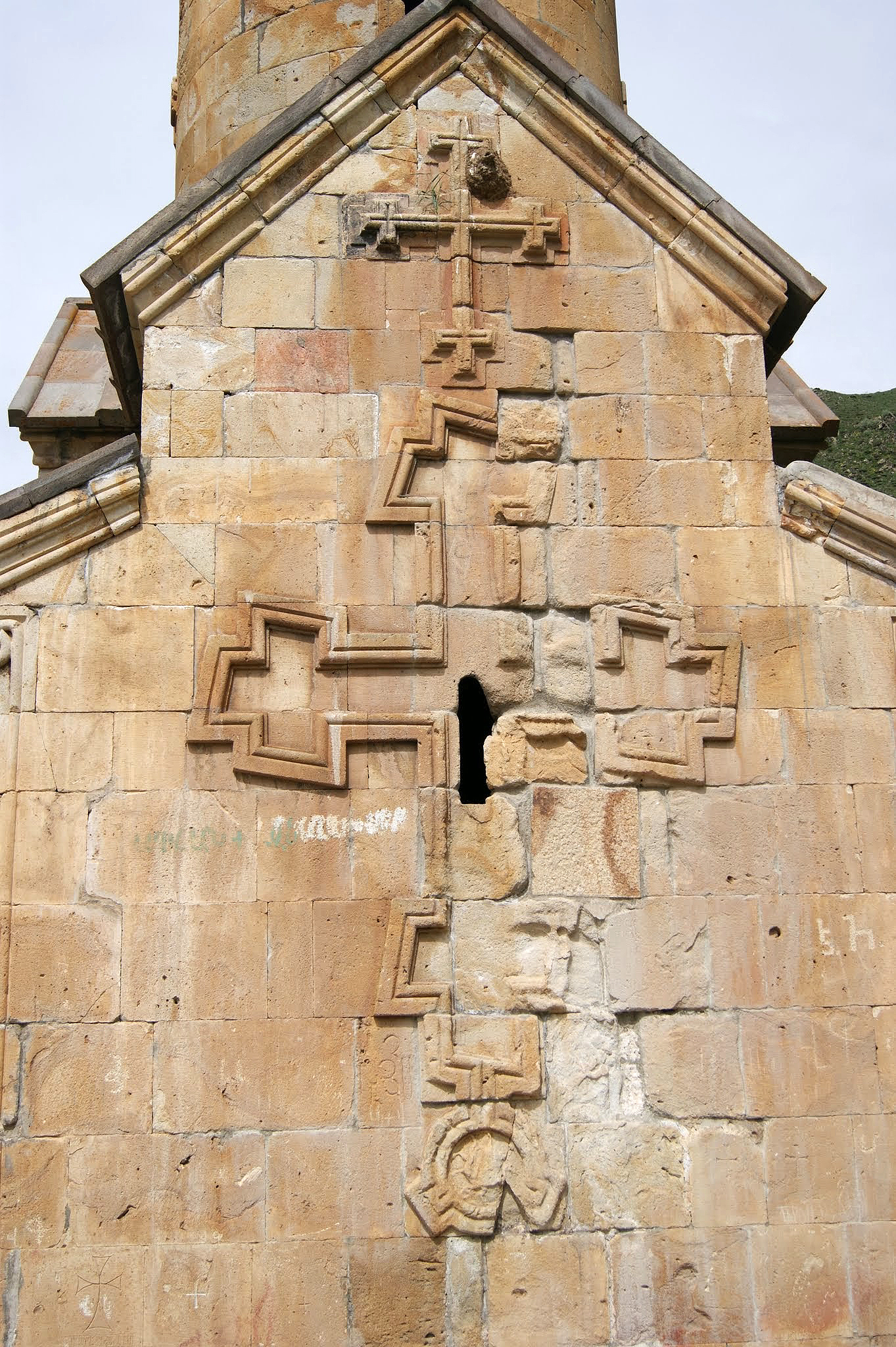
صلیب بر روی دیوارهای صومعه